# Johann Peter Theodor Janssen

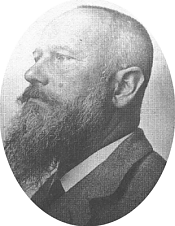
Johann Peter Theodor Janssen

Johann Peter Theodor Janssen, genannt Peter Janssen der Ältere (* 12. Dezember 1844 in Düsseldorf; † 19. Februar 1908 ebenda), war ein deutscher Historienmaler der Düsseldorfer Schule. Von 1895 bis 1908 war er Direktor der Kunstakademie Düsseldorf.

## Leben
Peter Janssen wurde als erster Sohn des Kupferstechers Tamme Weyert Theodor Janssen (1816–1894), eines Mitbegründers des Düsseldorfer Künstlervereins Malkasten, und dessen Frau Laura (1822–1899) geboren, einer Schwester des Malers Johann Peter Hasenclever. Er hatte zwei Brüder, den Architekten Theodor (1846–1886) und den Bildhauer Karl (1855–1927).
Bereits mit 14 Jahren trat Janssen 1859 in die Kunstakademie Düsseldorf ein, nachdem er einige Zeit bei dem Tiermaler Siegmund Lachenwitz verbracht hatte. An der Akademie studierte er bei Karl Ferdinand Sohn und Eduard Bendemann, ein weiterer Lehrer war Karl Müller. Die Historienmalerei, die er dort erlernte, knüpfte an die Kunst von Peter von Cornelius und Alfred Rethel an. Janssens Studienjahre waren durch Forderungen nach einer „nationalen Kunst“ gekennzeichnet, einer Bestrebung, der er durch sein künstlerischen Wirken zeitlebens nachkommen sollte. Nach seiner Ausbildung reiste er 1864 durch Holland und Belgien. 1865 arbeitete er in München und Dresden.
Am 5. September 1873 heiratete er Constanze Gottschalk (1852–1931), eine Frau jüdischer Herkunft, mit der er vier Kinder hatte. Der älteste Sohn Peter wurde Mediziner und war Vater des Künstlers Peter Janssen des Jüngeren. Der Sohn Otto wurde in Münster Hochschullehrer für Philosophie. Die Tochter Hedwig († 5. November 1959 in den Vereinigten Staaten) wurde Ehefrau des Juristen und Hochschulprofessors Ludwig Beer. Der Sohn Kurd wurde preußischer Landrat im Kreis Flatow (1916–1929). 
1877 wurde Janssen zum Professor an der Kunstakademie Düsseldorf berufen, allerdings nicht für das Fach Historienmalerei, durch das er besonders hervortrat. Er löste Hermann Wislicenus 1880 in einem alternierenden Direktorium mit Hugo Crola und Karl Woermann ab und wurde 1895, nach der Wiedereinführung des Ein-Mann-Direktorats, zum Direktor ernannt. Zusammen mit Eduard Gebhardt, welcher 1873 an die Düsseldorfer Akademie berufen wurde, trug Peter Janssen zur Erneuerung der (religiösen) Historienmalerei maßgeblich bei. 1882 errang er eine Goldmedaille auf der Ersten Internationalen Kunstausstellung Wien. 1885 ernannte ihn die Königliche Kunstakademie Berlin zu ihrem Mitglied. 1893 erhielt er auf der Großen Berliner Kunstausstellung eine große Goldmedaille. In den Jahren 1880 bis 1896 unternahm er zahlreiche Reisen durch Europa, vor allem nach Italien.
Janssen war Mitglied der Düsseldorfer Freimaurerloge Zu den drei Verbündeten.

## Werk

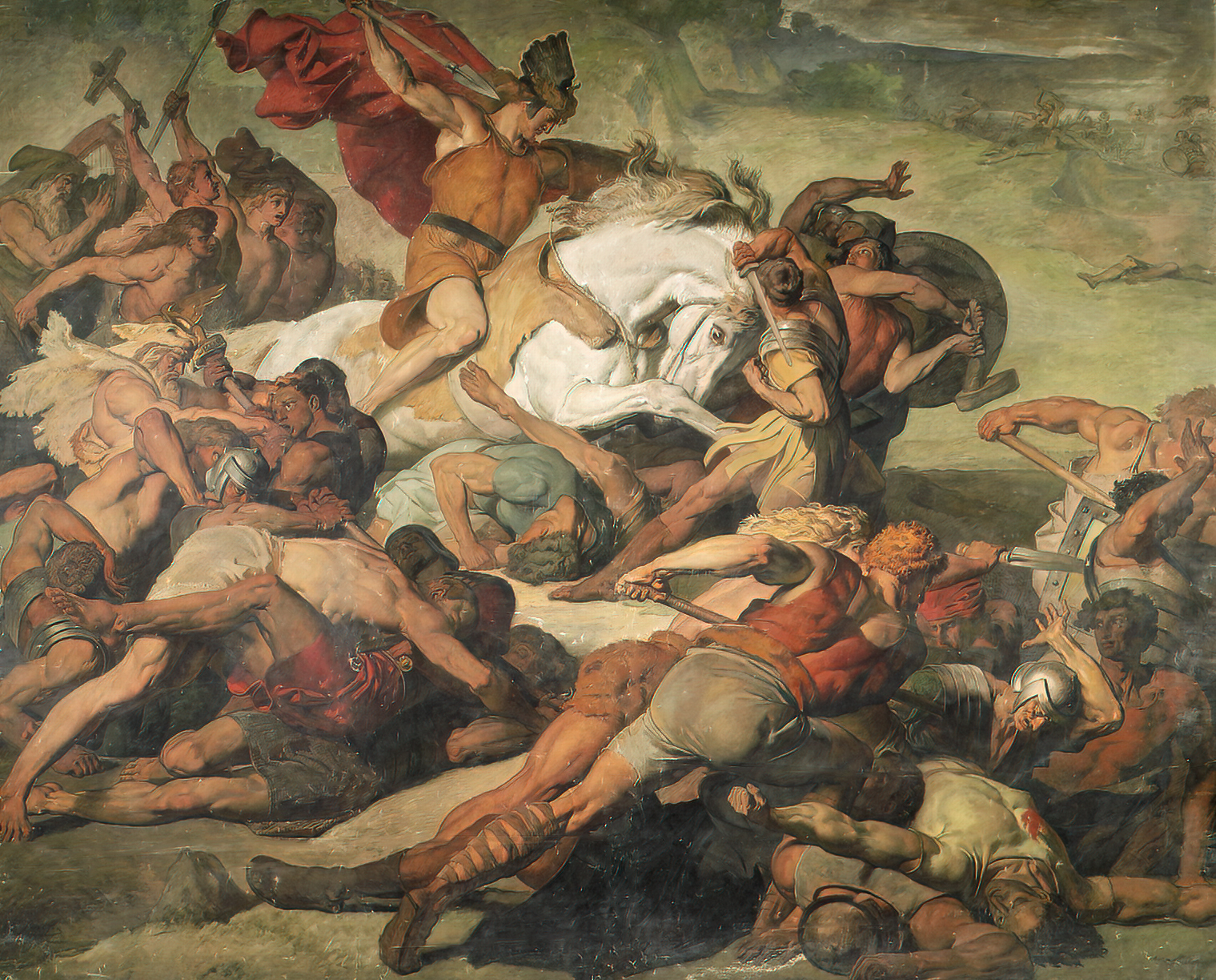
Der siegreich vordringende Hermann, 1870–1873

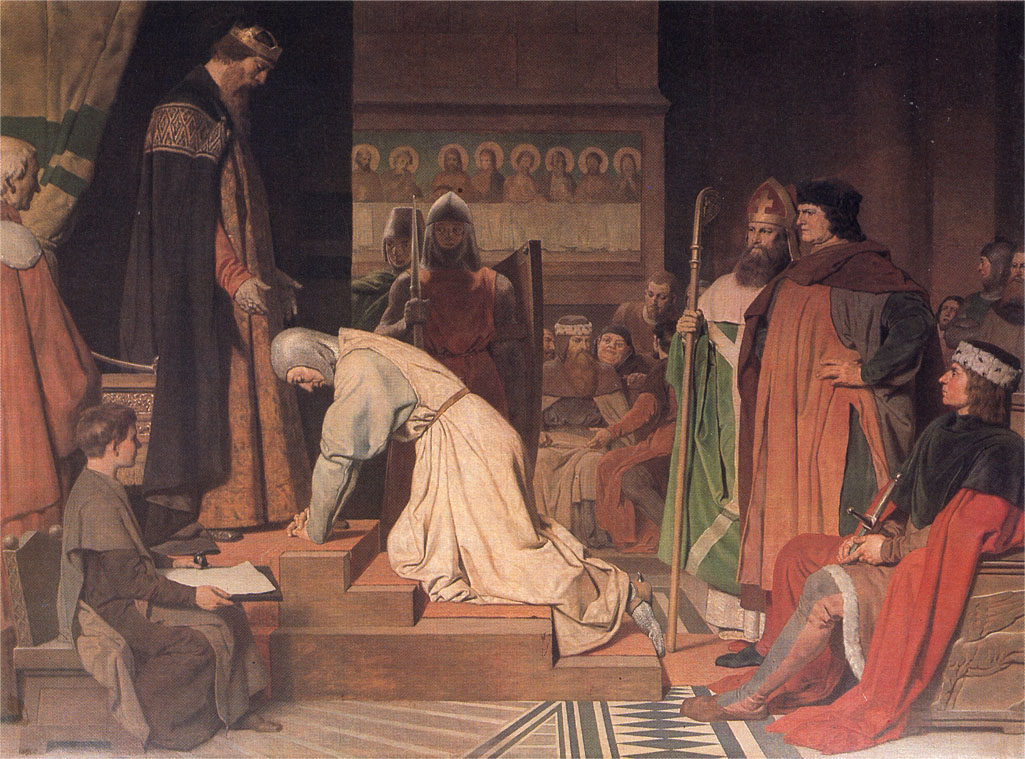
Unterwerfung Heinrichs des Löwen vor Kaiser Friedrich I. Barbarossa in der Erfurter Peterskirche im Jahre 1181, 1882, Peterskirche Erfurt

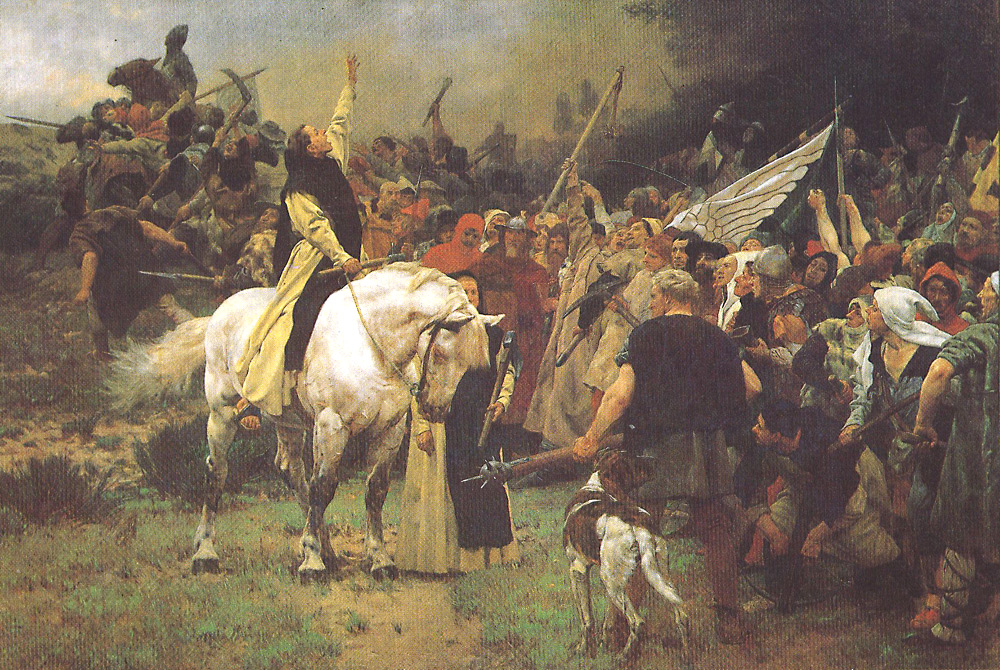
Walter Dodde und die bergischen Bauern bei der Schlacht bei Worringen, 1893

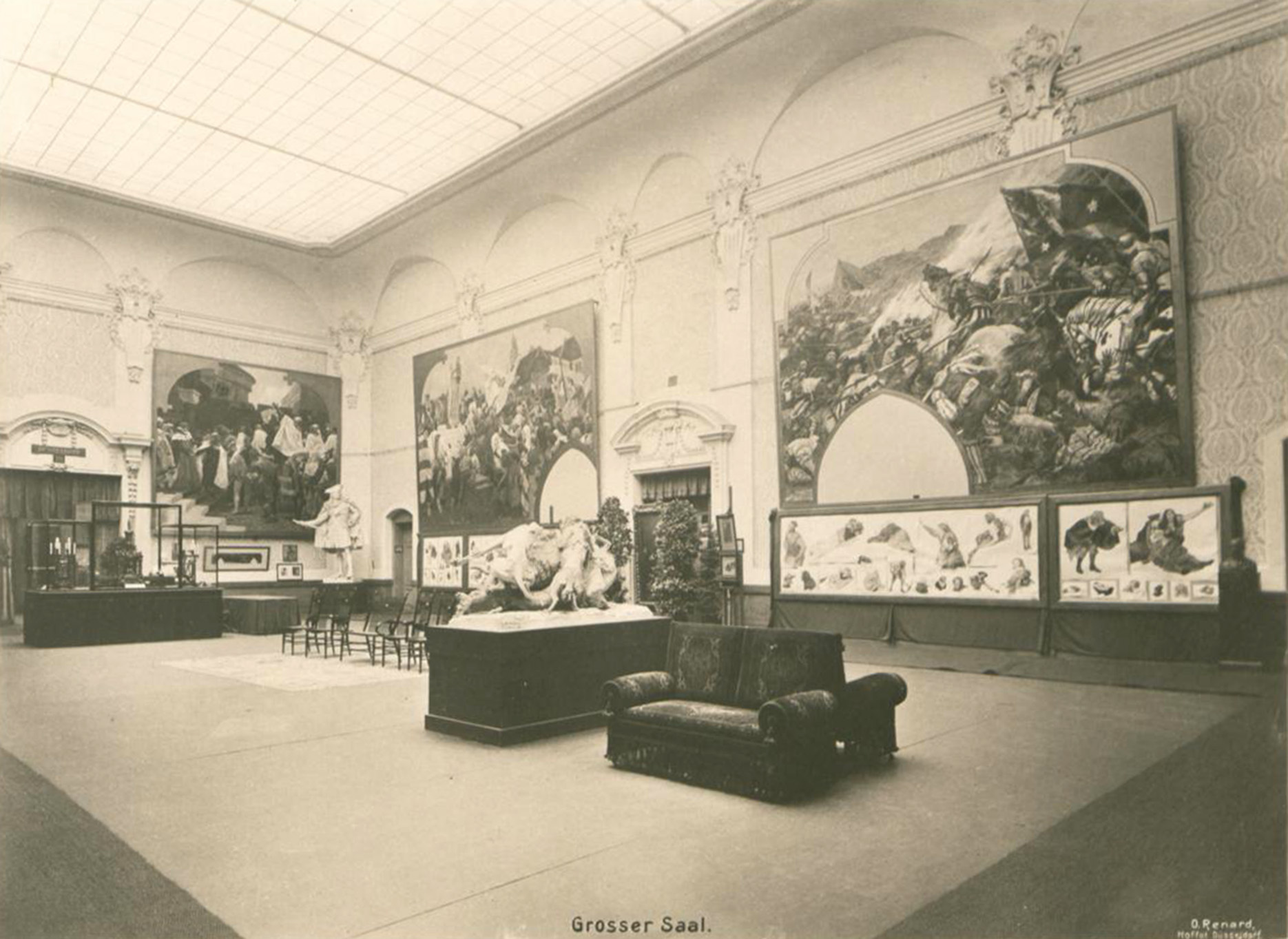
Ausstellung von Werken Peter Janssens im Großen Saal des Kunstpalastes der Industrie- und Gewerbeausstellung Düsseldorf 1902, Foto von Otto Renard

Als erstes selbständig ausgeführtes Ölbild schuf er 1865 bis 1869 die Verleugnung Petri. 1869 gewann er den Wettbewerb um die Ausmalung des Krefelder Rathauses, für das er bis 1873 in vier Hauptfeldern und fünf Supraporten die Taten Hermanns des Cheruskers zeigte. Mit diesen Bildern gelang es ihm früh, einen Ruf als Historienmaler zu begründen. Janssen erhielt dadurch zahlreiche weitere Aufträge zur Ausschmückung von öffentlichen Gebäuden. Hierbei entwickelte er mehrere Gemäldezyklen. 1872 schuf er unter dem Titel Colonisation der Ostsee-Provinzen durch die Hansa 1201 ein monumentales Gemälde für den neogotischen Anbau der Bremer Börse, 1874/1875 malte er den zweiten Cornelius-Saal der Berliner Nationalgalerie mit einem Prometheus-Zyklus aus. In den Jahren 1878 bis 1881 vollendete er den Festsaal des Erfurter Rathauses, ein Werk, das Ottilie Assing empathisch lobte: „Wenn man historischen Gegenständen so warmes Leben einzuhauchen versteht, wenn man sie dem Beschauer so nahe rückt, dann muß bald das Vorurtheil gegen dieselben schwinden.“
1883, 1886 bis 1888 und 1893 malte er eine Reihe von Schlachten für das Zeughaus Berlin – die Schlacht bei Torgau (1760), die Schlacht bei Hohenfriedberg (1745), die Schlacht bei Fehrbellin (1675) und die Schlacht bei Lauffen (1534). In gestalterischer Abstimmung mit Adolf Schill schuf er 1887 bis 1893 den Wandfries und die Deckengemälde für die Aula der Kunstakademie Düsseldorf. 1900 bis 1903 vollendete er Wandgemälde im Rathaus Elberfeld, in den Jahren 1905 bis 1907 einen Zyklus für die Kemenate von Schloss Burg.
Im Jan-Wellem-Saal des Rathauses Düsseldorf findet sich das 1893 fertiggestellte, historische Monumentalgemälde Walter Dodde und die bergischen Bauern bei der Schlacht bei Worringen, dessen kleinere Replik auf der ersten Großen Berliner Kunstausstellung eine „große Goldmedaille“ erhielt.
Janssens Schlacht bei Lauffen wurde 1902 in Düsseldorf auf der Deutsch-nationalen Kunstausstellung im Großen Saal des Ausstellungspalastes präsentiert. Er griff dieses Thema auch in seinem Bildprogramm für die Aula der Alten Universität Marburg auf, einem monumentalen Bilderzyklus, der ihn in den Jahren 1895 bis 1903 in Anspruch nahm und den er selbst als den Höhepunkt seines Schaffens bezeichnete.

### Illustrationen für Bücher
- Gustav Wendt: Balladenkranz. Aus deutschen Dichtern gesammelt. Grote, Berlin 1866. (Digitalisierte Ausgabe der Universitäts- und Landesbibliothek Düsseldorf)

## Schüler (Auswahl)
- Willy von Beckerath
- Andreas Bloch
- Paul Brandenburg
- Alexander Frenz
- Curt Hoppe-Camphausen
- Meinrad Iten
- Arthur Kampf
- Ludwig Keller
- Helmut Josef Schilhabel
- Carl Schmitz-Pleis
- Ferdinand Schmoll
- Friedrich Schwinge
- Karl Sondermann